# 피시나티흰반점얼굴사키
피시나티흰반점얼굴사키(Pithecia pissinattii)는 신세계원숭이에 속하는 사키원숭이의 일종이다. 브라질 푸루스강과 마데이라강 사이의 아마존 분지 중간에서 발견된다.